# Aubie-et-Espessas
Aubie-et-Espessas korábbi község Franciaország Új-Aquitania régiójában, Gironde megyében. 2016. január 1-jén Saint-Antoine és Salignac korábbi községgel egyesült és az így létrejött Val de Virvée új község része lett.
Lakosainak száma 1361 fő (2018. január 1.).

## Története
A település Aubie és Espessas 1813-as összeolvadássából keletkezett.

## Adminisztráció
Polgármesterek:
| Regnálás  | Polgármester                 |
| --------- | ---------------------------- |
| 1792–1794 | Peter Leydet                 |
| 1794–1796 | Arnaud Chaillou              |
| 1796–1797 | B. Raveau                    |
| 1797–1798 | Luc Alexandre Lafosse        |
| 1798–1799 | M. Mechou                    |
| 1799–1800 | M. Delaze                    |
| 1800–1802 | Luc Alexandre Lafosse        |
| 1802–1811 | Pierre Sambat-Lahemade       |
| 1811–1831 | Bertrand Reynier de Donnezac |
| 1831–1844 | Laurent Leydet               |
| 1844–1853 | M. Leguay                    |
| 1853–1860 | Jean Mondin                  |
| 1860–1869 | Ernest Micheau               |
| 1869–1871 | Gérard Gautier               |

| Év        | Lakosság           |
| --------- | ------------------ |
| 1871–1889 | Ernest Micheau     |
| 1889–1912 | Jean-Louis Bruneau |
| 1912–1913 | Alphonse Pierre    |
| 1913–1919 | François Georget   |
| 1919–1935 | Léon Lafon         |
| 1935–1977 | Rémy Micheau       |
| 1977–1983 | Jean Martinez      |
| 1983–1994 | Georges Corbizet   |
| 1994–1995 | René Allaire       |
| 1995–2008 | Gérard Lutard      |
| 2008–2020 | Sylvain Guinaudie  |
|           |                    |
|           |                    |
|           |                    |

## Demográfia
| Lakosok száma | 555  | 602  | 675  | 940  | 950  | 1125 | 1246 | 3531 | 1352 | 1361 |
|               | 1962 | 1968 | 1975 | 1990 | 1999 | 2008 | 2013 | 2016 | 2017 | 2018 |

## Látnivalók
- Saint Pierre ès Liens d'Espessas templom - XII. században épült román stílusú építmény
- Espessas mosókonyha a templom alatt
- Saint Martin d'Aubie templom
- Buffaud kastély

## Galéria

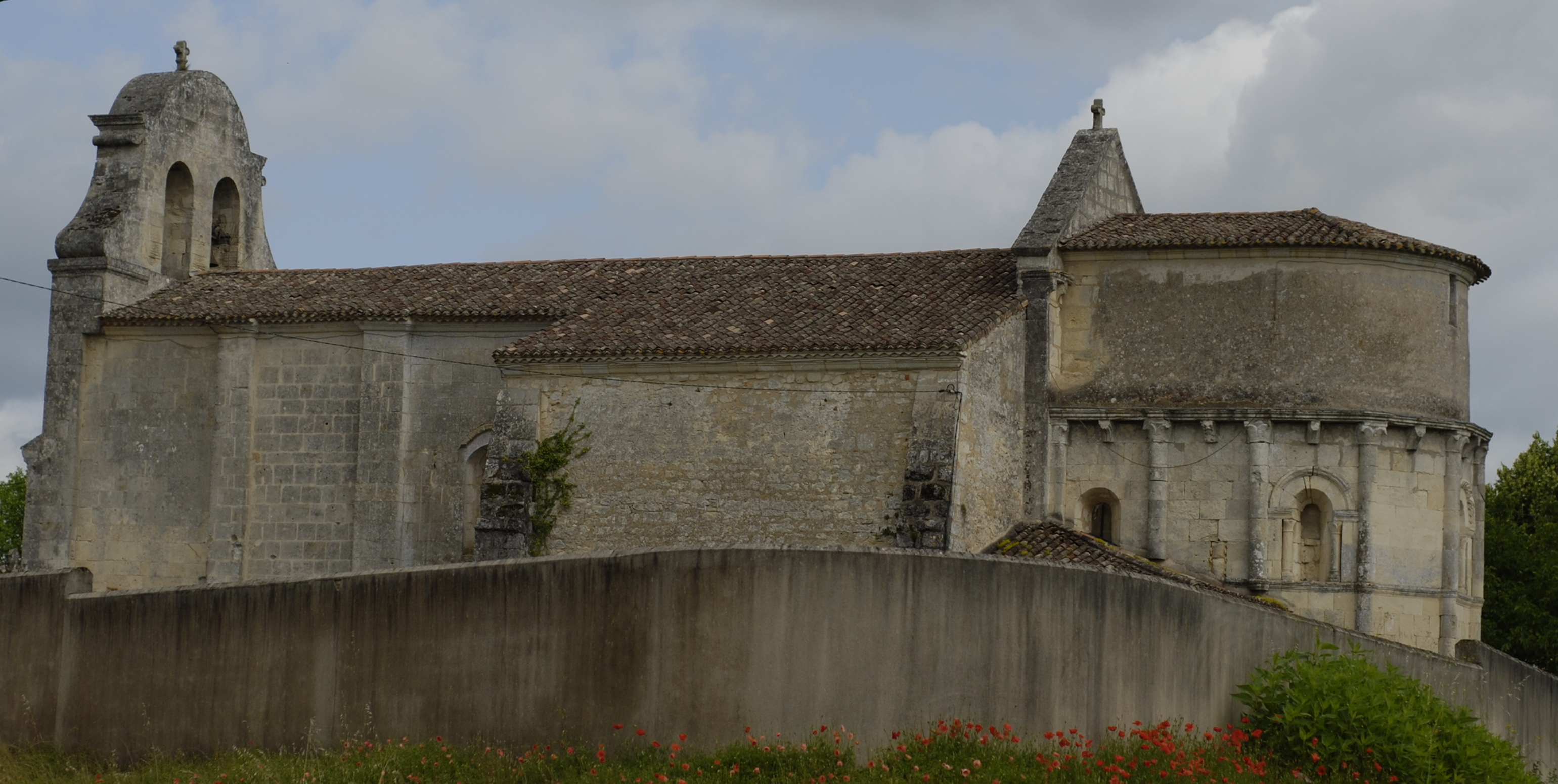
Saint Pierre
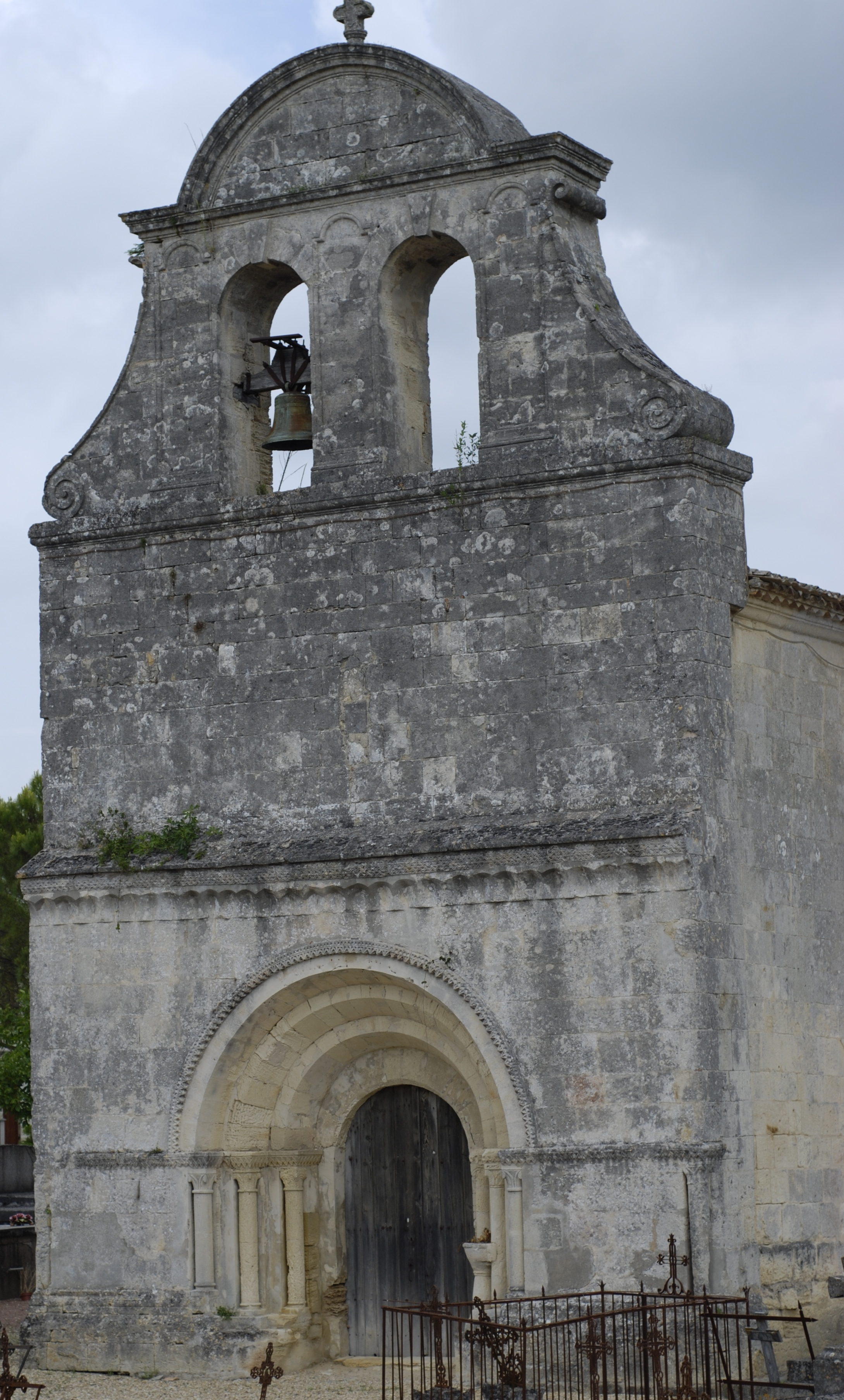
homlokzat
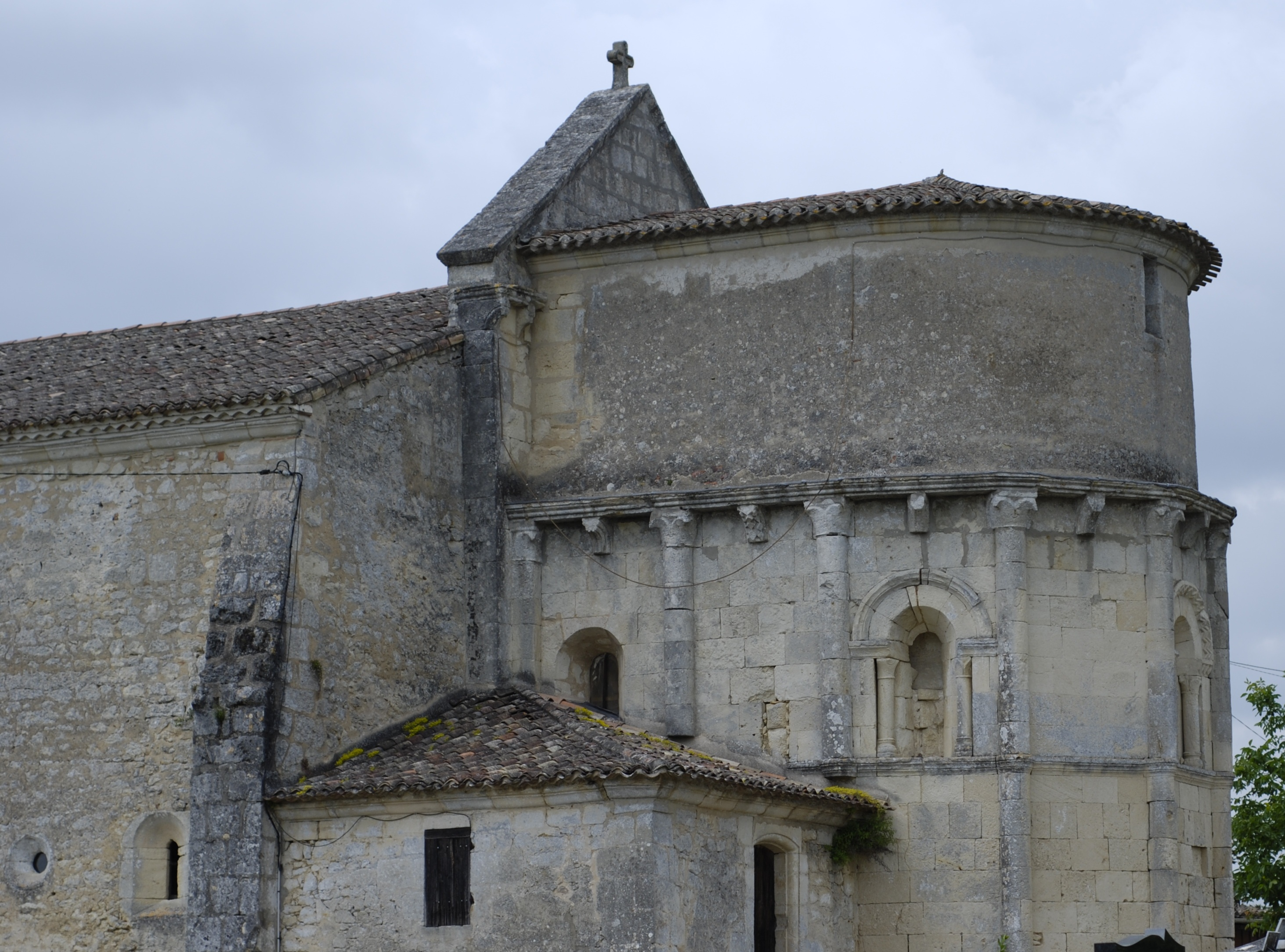
részlet
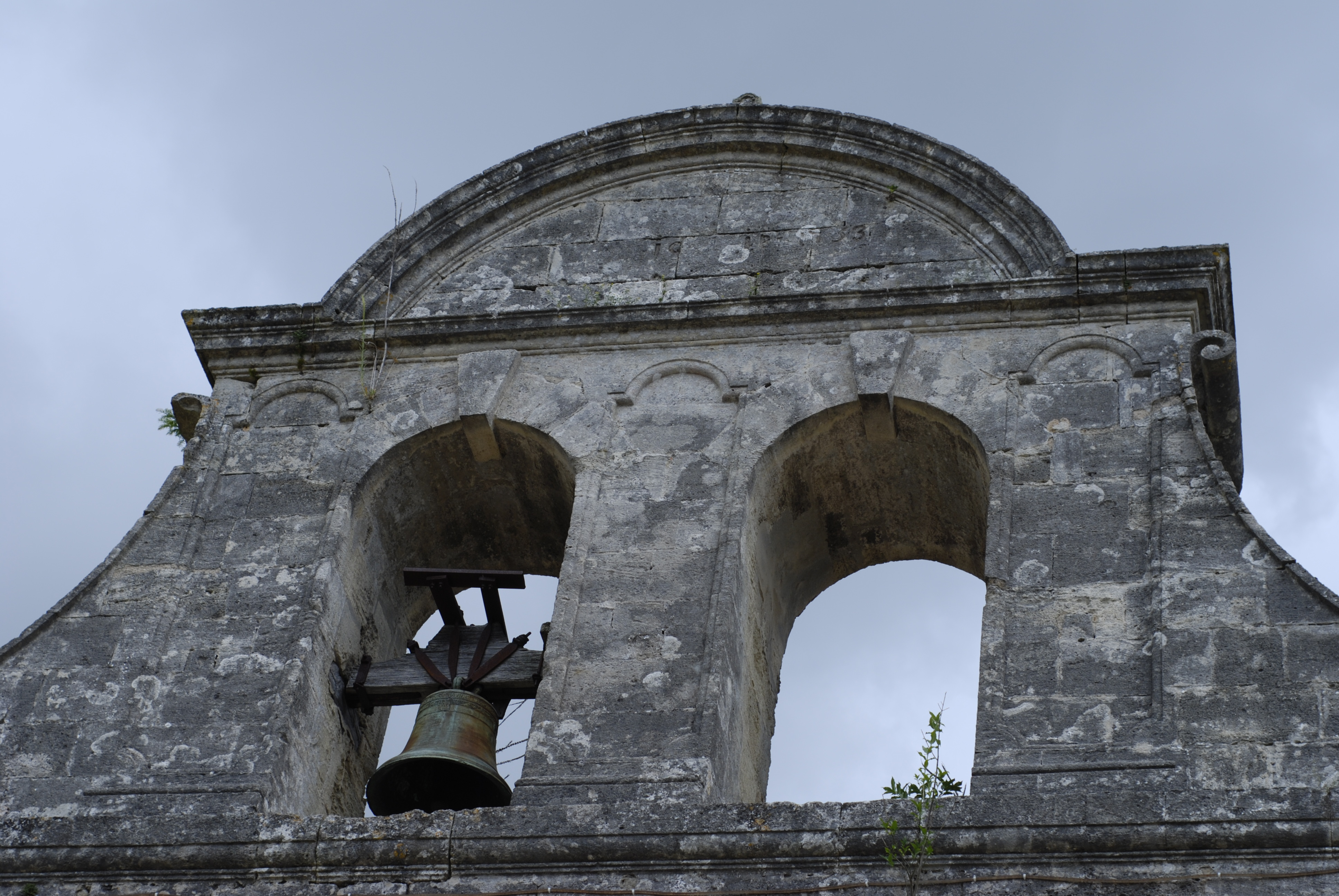
harangtorony
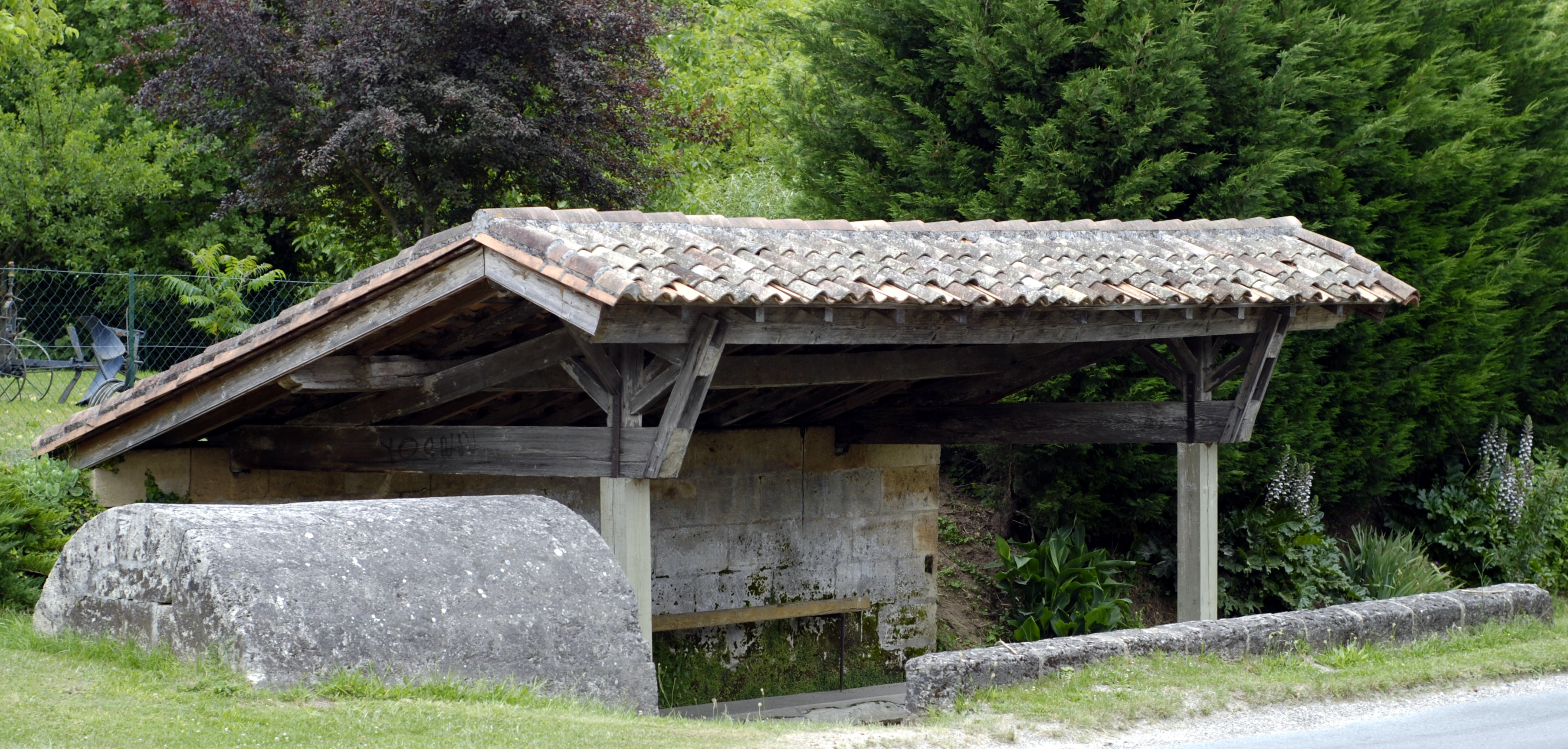
mosókonyha
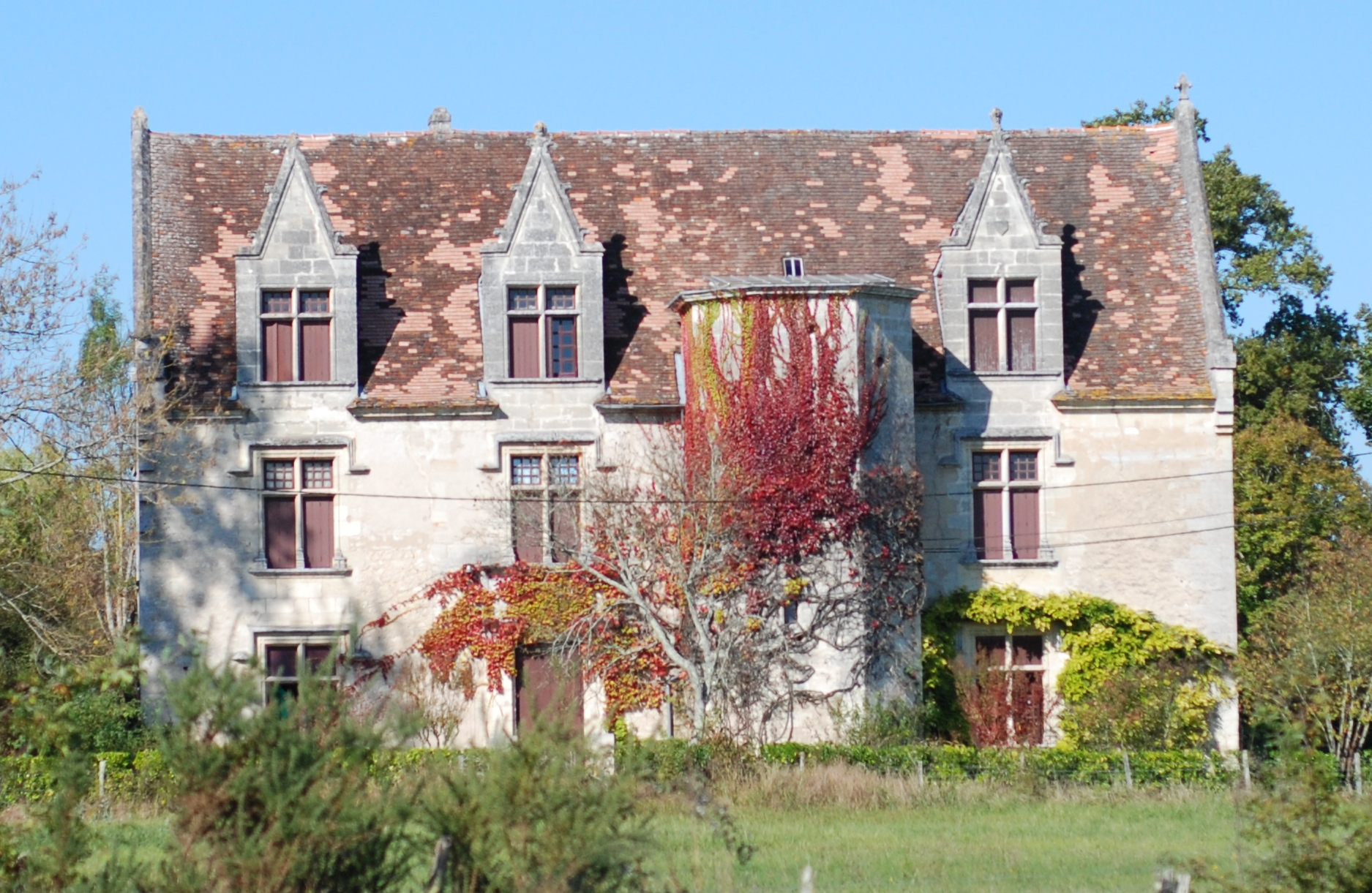
Buffaud kastély